# ريتشارد فيرغسون
ريتشارد فيرغسون (بالإنجليزية: Richard Ferguson)‏ هو سياسي بريطاني، ولد في 22 أغسطس 1935، وتوفي في 26 يوليو 2009. انتخب عضو برلمان أيرلندا الشمالية.